# Sumă alicotă
În teoria numerelor, suma alicotă s(n) a unui număr întreg pozitiv n este suma tuturor divizorilor proprii ai lui n, adică a tuturor divizorilor lui n, în afară de n însuși. Cu alte cuvinte suma alicotă este suma divizorilor alicoți.
Suma alicotă poate fi folosită pentru a caracteriza numerele prime, numerele perfecte, numerele deficiente, numerele abundente și numerele intangibile și pentru a defini seria alicotă a unui număr.
Numerele abundente se definesc pe baza sumei alicote, astfel un număr este abundent (sau excesiv) dacă este mai mic decât suma alicotă a divizorilor săi.

## Exemple
De exemplu, divizorii proprii ai lui 15 (adică divizorii pozitivi ai lui 15 care nu sunt egali cu 15) sunt 1, 3 și 5, astfel suma alicotă a lui 15 este 9 adică (1 + 3 + 5).
Valorile sumei alicote s(n) pentru n = 1, 2, 3, ... sunt:
0, 1, 1, 3, 1, 6, 1, 7, 4, 8, 1, 16, 1, 10, 9, 15, 1, 21, 1, 22, 11, 14, 1, 36, 6, 16, 13, 28, 1, 42, 1, 31, 15, 20, 13, 55, 1, 22, 17, 50, 1, 54, 1, 40, 33, 26, 1, 76, 8, 43, ...